# ذخیره‌گاه زیست‌کره پیلون لاخاس
ذخیره‌گاه زیست‌کره پیلون لاخاس (به اسپانیایی: Reserva de la biosfera y tierra comunitaria de origen Pilón Lajas) یک منطقه حفاظت‌شده در بولیوی است که در شهرستان لاپاز (بولیوی) واقع شده‌است.